# Torre del Gran San Pietro
Torre del Gran San Pietro (inne nazwy: Gran Peirro lub Grande Pietra) – szczyt w Alpach Graickich, części Alp Zachodnich. Leży w północnych Włoszech w regionie Dolina Aosty. Należy do Masywu Gran Paradiso. Szczyt można zdobyć ze schroniska Rifugio Vittorio Sella (2584 m). Szczyt otaczają lodowce: lodowiec Money na zachodzie, lodowiec Teleccio na południu oraz lodowiec Valeille na wschodzie.
Pierwszego wejścia dokonali M. Barretti, A. Gorret i J.P. Carrel w 1865 r.